# Itzpapálotl

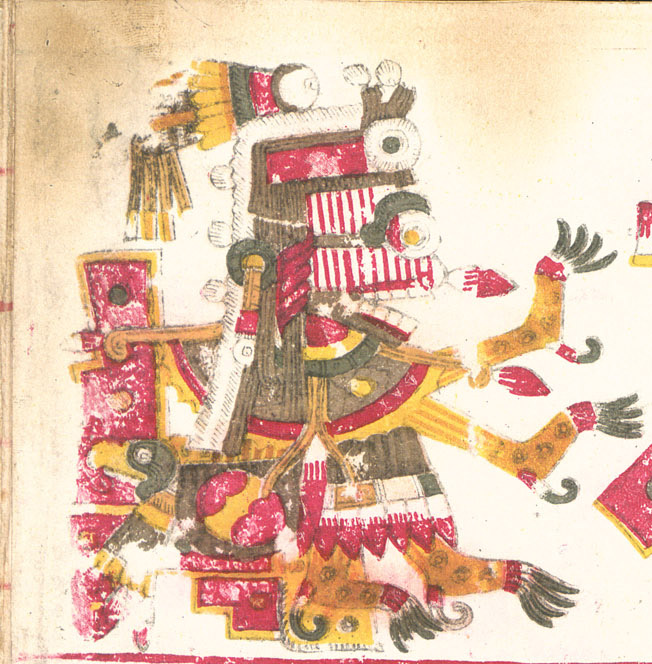
Itzpapálotl descrita en el Códice Borgia.

Itzpapálotl (del náhuatl: Itspapalotl ‘mariposa de obsidiana’‘itstli, obsidiana; papalotl, mariposa’), también llamada Itzpapalocíhuatl, es una de las principales y más importantes diosas de la cultura chichimeca. Además, es una deidad principal en la mitología pipil, donde es conocida como Itzcueye (del náhuatl: Itskweyeh ‘la de la falda de obsidiana’‘ itstli, obsidiana; kweitl, falda; -eh, poseedor de’).
Con apariencia de esqueleto y porte tenebroso, su aspecto hace referencia a una mariposa y en sus alas portaba navajas de obsidiana, lo cual hace que la diosa adquiera un símbolo de renacimiento y regeneración. Diosa madre de la guerra, de los sacrificios humanos, patrona de la muerte y regidora del Paraíso Tamoanchan (un lugar mítico, paraíso terrenal). Quien naciera bajo el día de la diosa gozaría de una perfecta salud y tendría una larga y próspera vida.
Ya que presentaba alas de mariposa, se le atribuye que era su nahualli, “ser en el que se transforma”. El numen representa que la fuerza y gran poder que posee se encuentra en la magia. Sus manos y pies son reemplazados por garras de jaguar, lo que la define como tzitzimitl “ser terrible mítico”. El poder de Itzpapálotl se dirige hacia la mujer sabia y de edad avanzada. Asimismo, se exterioriza como un arquetipo divino de la bruja, maga o hechicera que ha venido a través del aprendizaje, experiencia y maestría adquirida en el transcurso de su infinita existencia.

## Historia
La leyenda cuenta que Itzpapálotl al ser enviada a la tierra portaba una capa que le otorgaba el ser invisible para que no fuera vista. Se suponía que la diosa se maquillaba con polvo blanco y distintos coloretes, como si fuese una dama de la Corte Mexicana. El pectoral de la diosa representa poder y fuego, ya que es ubicada como la primera mujer en ser sacrificada ritualmente, siendo incinerada.
La muerte de la Diosa se debió a la guerra, en los Anales de Cuauhtitlan se narra que, cuando los Chichimecas vinieron, fueron guiados por cuatrocientos mixcoas hasta que en su travesía cayeron en poder de Itzpapálotl y ésta se comió a los cuatrocientos mixcoas. A los Chichimecas que se encontraban ahí les ordenó flechar un águila roja, un tigre rojo, una culebra roja, un conejo y un venado rojos; y cuando terminaran con lo ordenado les habló sobre ponerlos en manos de Xiuhtecuhtli “el señor del año”, Huehuetéotl “Dios antiguo”. Pero Iztac Mixcóatl escapó de sus manos y se escondió dentro de una biznaga.
Itzpapálotl embistió la biznaga, pero Iztac Mixcóatl salió velozmente, luego la flechó repetidamente y evocó a los cuatrocientos mixcoas que habían muerto. Estos se manifestaron y por consiguiente la flecharon una y otra vez. Itzpapálotl murió y fue quemada y con sus cenizas los guerreros se empolvaron y pintaron ojeras. La mataron para luego adorarla como Diosa. (Anales de Cuauhtitlan, 1992, p. 3).
Itzpapálotl es descrita como aquella que ha "florecido en el pedernal blanco, y tomó el blanco y lo envolvió en un manojo", en el manuscrito de 1558 escrito con caracteres europeos, pero de origen prehispánico.[cita requerida]
A su muerte, Itzpapálotl pasó a ser una mocihuaquetzqui, una de las estrellas que eran acompañantes del sol e hija de los dioses que regían la Vía Láctea, creadores de las estrellas, los dioses y los hombres (Histoire du Mechique, 2002, pp. 148-149).